# Люй Шаоцзя
Люй Шаоцзя́ (кит. 呂紹嘉; род. 1960) — тайваньский дирижёр.
С детства учился игре на фортепиано, затем обучался дирижированию под руководством известного тайваньского специалиста Феликса Чэня. Совершенствовался в Индианском университете и Венской академии музыки, в 1988 году получил диплом с отличием Академии Киджи (курс Геннадия Рождественского). Выиграл несколько международных конкурсов, в том числе Безансонский международный конкурс молодых дирижёров (1988).
Первое внимание специалистов привлёк, заменив в последнюю минуту за пультом Серджиу Челибидаке во время тайваньских гастролей Мюнхенского филармонического оркестра. В 1995—1998 гг. главный дирижёр берлинской Комише опер, затем в 1998—2004 гг. возглавлял оркестр Рейнская филармония в Кобленце (при завершении каденции получив Медаль Петера Корнелиуса министерства культуры земли Рейнланд-Пфальц за вклад в культурное развитие региона). В 2001—2006 гг. музыкальный руководитель Ганноверской оперы. Работал также в других немецких оперных театрах, в операх Англии, Норвегии, Швеции, Бельгии. С 2010 г. главный дирижёр Национального симфонического оркестра Тайваня.